# شهرداری دراووگراد
شهرداری دراووگراد (به لاتین: Municipality of Dravograd) یک منطقهٔ مسکونی در اسلوونی است که در اسلوونی واقع شده‌است. شهرداری دراووگراد ۱۰۵٫۰ کیلومتر مربع مساحت و ۸٬۸۶۳ نفر جمعیت دارد.